# Leo Yankevich
Leo Yankevich (* 30. Oktober 1961 in Sharon, Pennsylvania; † 11. Dezember 2018 in Polen) war ein amerikanischer Dichter und Herausgeber der Literaturzeitschrift The New Formalist.

## Leben
Yankevich kam 1961 in einer katholischen Familie irisch-polnischer Herkunft zur Welt und wuchs in Farrell (Pennsylvania) auf, einer kleinen Stahlarbeiterstadt im westlichen Pennsylvania. Er studierte Geschichte und Polonistik am Alliance College in Cambridge Springs, Pennsylvania, wo er 1984 den Bachelor erhielt. Er erhielt im selben Jahre ein Stipendium der Kosciuszko Foundation und zog nach Polen, um dort sein Studium an der Jagiellonen-Universität fortzusetzen. Nach dem Zusammenbruch des Ostblocks entschied er sich, auf Dauer in Polen zu bleiben und wohnte seitdem in Gliwice (deutsch Gleiwitz) in Oberschlesien. Leo Yankevich war verheiratet und hatte drei Söhne.

## Dichtung
Yankevich schrieb hauptsächlich formbewusste Poesie und gelegentlich auch freie Verse. Er war ein produktiver Übersetzer ins Englische und übertrug unter vielen anderen Gedichte von Michail Jurjewitsch Lermontow, Georg Trakl, Rainer Maria Rilke, Stanisław Grochowiak, Czesław Miłosz, Alexander Alexandrowitsch Blok, Leopold Staff, Nikolai Stepanowitsch Gumiljow und Bolesław Leśmian. Viele seiner Gedichte hat Yankevich im Internet zugänglich gemacht.

### Beispiel
Versform: Jambischer Fünfheber mit Kreuzreim und einem abschließenden Paarreim (online zugänglich bei poemhunter)
Praised Be

Praised be the ugly and the beautiful,

the slow decay of leaves, the dew on grass,

the thistles and the apples bountiful.

Praised be the frozen branches in the pass,

the rapids rushing downwards to the spring,

the violets sprouting in the morning light.

Praised be the feather of the broken wing,

the wounded fawn that will not last the night

whose heavy clouds obstruct the moon and stars.

Praised be the hungry lynx and its last prey,

the goshawk flying over woodland scars

before it dives into a sea of grey.

Praised be the fierce light that forever burns,

and life that struggles, dies and then returns.

## Politische Ideologie
Yankevich war nach eigenem Bekunden ein Anhänger des umstrittenen Psychologen und Publizisten Kevin B. MacDonald. In seinem Buch Tikum Olam, einem von zwei Titeln, die er bei dem rassistischen amerikanischen Verlag Counter-Currents Publishing veröffentlicht hat, schrieb er unter anderem über den „zersetzenden Einfluss jüdischer Macht“. In einem Interview wurden Linke von ihm als „Untermenschen“ bezeichnet und die Bedeutung von Frauen wurde wie folgt definiert: „Sie sind dazu da, Kinder auszutragen, sich auf den Hintern klatschen zu lassen und Bier zu servieren“. Im Gespräch mit dem Counter-Currents-Verleger Greg Johnson aus dem Jahr 2011 gab Yankevich Länder wie Großbritannien, Frankreich, Belgien, die Niederlande und Skandinavien für die nahe Zukunft an „nicht-weiße Horden“ verloren und prophezeite die Emigration Weißer nach Osteuropa, „um den Ghettos von London, Paris, Brüssel, Amsterdam, Oslo und Stockholm zu entgehen“.[

## Publikationen
- The Language of Birds; Pygmy Forest Press, 1994 ISBN 0-944550-39-8
- Grief's Herbs (translations after the Polish of Stanisław Grochowiak); The Mandrake Press, 1995
- The Gnosis of Gnomes; The Mandrake Press, 1995
- Epistle from The Dark; The Mandrake Press, 1996 ISBN 83-904541-1-4
- The Golem of Gleiwitz; The Mandrake Press, 1998 ISBN 83-904541-6-5
- „Metaphysics“ by Leo Yankevich, 2002
- The Unfinished Crusade; The Mandrake Press, 2000 ISBN 83-904541-9-X
- The Last Silesian; The Mandrake Press, 2005 ISBN 0-9708219-2-1
- Tikkun Olam; Counter-Currents Publishing, 2012 ISBN 978-1-935965-38-1